# Annobón

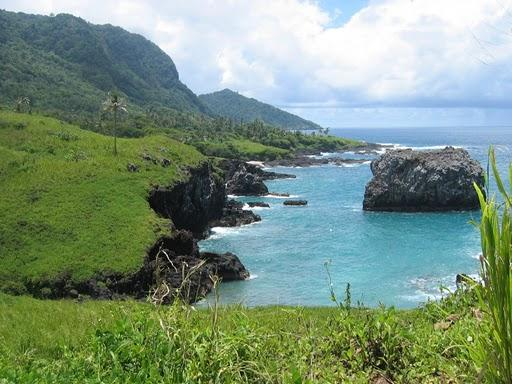

Annobón (ibland stavat Annabon eller Anabon, även Pagalu eller Pigalu), är en 17 km² stor ö i Guineabukten, tillhörig Ekvatorialguinea som en av dess provinser.
Annobón är en skogklädd vulkanö uppfylld av basalt- och trakytklippor.

## Historia
Ön påträffades av portugiserna på nyårsdagen 1471, varför den fick namnet Anno bom, portugisiska för "Gott år". 1778 övergick den till Spanien, och sedan Spanska Guinea 1968 blev självständigt är den en del av Ekvatorialguinea. En koleraepidemi på 1970-talet utplånade en tredjedel av befolkningen.

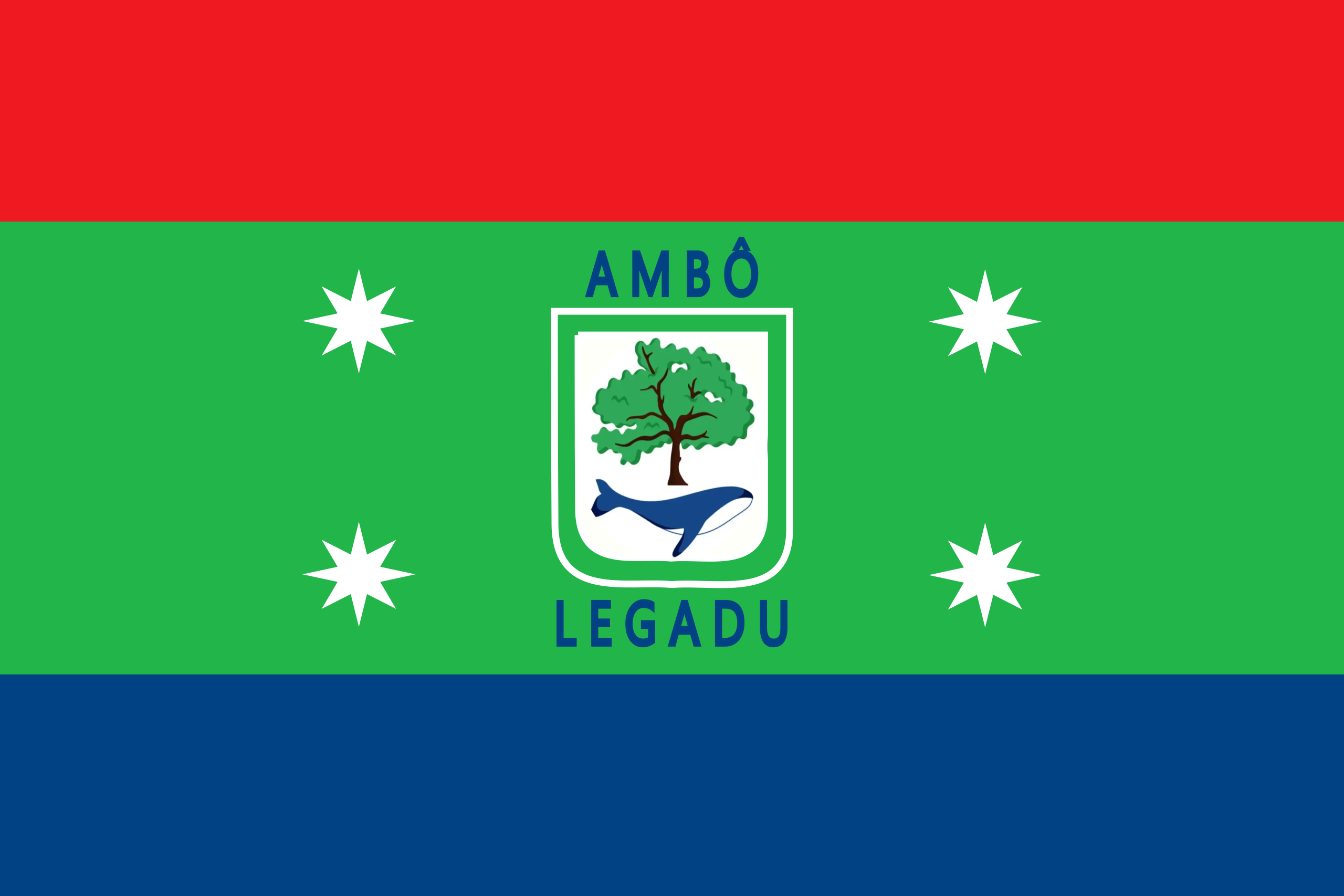
Republiken Annobóns flagga

Efter oroligheter på Annobón 2022 arresterades flera demonstranter. Dessa protesterade mot människorättsbrott, miljöförstöring och hårdhänt exploatering av ön av Ekvatorialguineas regering, som sedan decennier betraktas som en auktoritär diktatur av EU. I juli 2022 utropades ensidigt öns självständighet under namnet República de Annobón. En av separatisterna, Orlando Cartagena Lagar, utsågs till premiärminister för den utbrytande republiken. Sedan självständighetsförklaringen har regimens brott mot befolkningen på Annobón tilltagit.

## Näringsliv
Befolkningen på ön lever relativt fattigt och sysslar till största delen med fiske och relaterade näringar. På ön finns brytning av mineraler, och i vattnen i Guineabukten har det på vissa håll påträffats oljefyndigheter, vilket har bidragit till ett ökat intresse för ön. En hamn och en flygplats har anlagts men reguljär trafik saknas och ön är relativt isolerad. Elektricitet och internetförbindelse kontrolleras av regeringen i Ekvatorialguinea och stängs av regelbundet.

## Befolkning
Befolkningen på ön uppgår till cirka 5 000 personer. Några tusen lever i diaspora i andra delar av Ekvatorialguinea eller utomlands. 

## Djurliv
Fåglarna annobónglasögonfågel och annobónparadismonark är endemiska för ön.

## Språk
På ön talas en blandning av portugisiska och olika bantuspråk som utvecklats till en form av portugisisk kreol kallad fa d’Ambô, som även talas på den närbelägna önationen São Tomé och Príncipe. Officiellt språk är spanska.